# Once
Once je irský hudební nízkorozpočtový film režiséra J. Carneyho natočený v roce 2007, oceněný Oscarem za nejlepší filmovou píseň. Hlavní role filmu ztvárnili irský hudebník Glen Hansard a česká pianistka a zpěvačka Markéta Irglová, kteří jsou současně autoři hudby.
Film vypráví příběh irského pouličního hudebníka, zpěváka a opraváře vysavačů (v částečně autobiografické roli Glen Hansard) a české emigrantky – prodavačky květin (Markéta Irglová).

## Ocenění
24. února 2008 byla úvodní píseň Falling Slowly oceněna Akademií filmového umění a věd Oscarem za nejlepší filmovou píseň. Pro zlaté sošky si přišli autoři Glen Hansard a Markéta Irglová. Film se dostal do pozornosti světového publika poté, co získal cenu diváků na filmovém festivalu Sundance 2007.
Film byl dále nominován na 28 mezinárodních ocenění,[zdroj?] 12 z nich dokázal proměnit ve vítězství.
| Ocenění                                           | Kategorie                                       | Nominovaný                                        | Výsledek  |
| ------------------------------------------------- | ----------------------------------------------- | ------------------------------------------------- | --------- |
| Central Ohio Film Critics Association             | nejlepší film                                   |                                                   | 4. místo  |
| Central Ohio Film Critics Association             | nejlepší soundtrack                             | Glenn Hansard a Markéta Irglová                   | vítězství |
| Cena Grammy                                       | nejlepší soundtrack (film nebo jiná média)      | Glenn Hansard a Markéta Irglová                   | nominace  |
| Cena Grammy                                       | nejlepší původní skladba (film nebo jiná média) | Glenn Hansard a Markéta Irglová –„Falling Slowly“ | nominace  |
| Critics' Choice Movie Awards                      | nejlepší původní skladba                        | Glenn Hansard a Markéta Irglová –„Falling Slowly“ | vítězství |
| Dallas-Fort Worth Film Critics Association Awards | Cena Russela Smitha                             | John Carney                                       | vítězství |
| Empire Awards                                     | nejlepší soundtrack                             | Glenn Hansard a Markéta Irglová                   | nominace  |
| Florida Film Critics Circle Awards                | nejlepší původní skladba                        | Glenn Hansard a Markéta Irglová –„Falling Slowly“ | vítězství |
| Houston Film Critics Society Awards               | nejlepší soundtrack                             | Glenn Hansard a Markéta Irglová                   | nominace  |
| Houston Film Critics Society Awards               | nejlepší původní skladba                        | Glenn Hansard a Markéta Irglová –„Falling Slowly“ | vítězství |
| Houston Film Critics Society Awards               | nejlepší původní skladba                        | Glen Hansard a Markéta Irglová – „If You Want Me“ | nominace  |
| Chicago Film Critics Association Awards           | nejlepší film                                   |                                                   | nominace  |
| Chicago Film Critics Association Awards           | nejslibnější filmař                             | John Carney                                       | nominace  |
| Chicago Film Critics Association Awards           | nejslibnější herec                              | Glen Hansard                                      | nominace  |
| Chicago Film Critics Association Awards           | nejlepší soundtrack                             | Glenn Hansard a Markéta Irglová                   | vítězství |
| Independent Spirit Awards                         | nejlepší cizojazyčný film                       | John Carney                                       | vítězství |
| London Critics Circle Film Awards                 | nejlepší britský film                           |                                                   | nominace  |
| London Critics Circle Film Awards                 | objev roku – filmař                             | John Carney                                       | nominace  |
| Los Angeles Film Critics Association Awards       | nejlepší skladatel                              | Glenn Hansard a Markéta Irglová                   | vítězství |
| Oklahoma Film Critics Circle Awards               | nejlepší film                                   |                                                   | 9. místo  |
| Online Film Critics Society Awards                | nejlepší skladatel                              | Glenn Hansard a Markéta Irglová                   | nominace  |
| Online Film Critics Society Awards                | objev roku – filmař                             | John Carney                                       | nominace  |
| Online Film Critics Society Awards                | objev roku – herec                              | Glen Hansard                                      | nominace  |
| Oscar                                             | nejlepší původní skladba                        | Glenn Hansard a Markéta Irglová –„Falling Slowly“ | vítězství |
| Phoenix Film Critics Society Awards               | nejlepší původní skladba                        | Glenn Hansard a Markéta Irglová –„Falling Slowly“ | vítězství |
| Satellite Awards                                  | nejlepší původní skladba                        | Glen Hansard a Markéta Irglová – „If You Want Me“ | nominace  |
| St. Louis Film Critics Association                | nejlepší původní skladba                        | Glen Hansard a Markéta Irglová – „If You Want Me“ | nominace  |
| Utah Film Critics Association Awards              | nejlepších deset filmů                          |                                                   | vítězství |